# Villers-Saint-Paul
Villers-Saint-Paul ist eine französische Gemeinde mit 6500 Einwohnern (Stand 1. Januar 2022) im Département Oise in der Region Hauts-de-France. Sie gehört zum Arrondissement Senlis und zum Kanton Nogent-sur-Oise.

## Geographie
Die Gemeinde Villers-Saint-Paul liegt an der Mündung der Brèche in die Oise, fünf Kilometer nordöstlich von Creil. Umgeben wird Villers-Saint-Paul von den Nachbargemeinden Angicourt im Norden, Rieux im Nordosten, Verneuil-en-Halatte im Südosten und Süden, Nogent-sur-Oise im Südwesten und Westen sowie Monchy-Saint-Éloi im Nordwesten.

## Bevölkerungsentwicklung
| Jahr                       | 1962 | 1968 | 1975 | 1982 | 1990 | 1999 | 2006 | 2012 | 2021 |
| -------------------------- | ---- | ---- | ---- | ---- | ---- | ---- | ---- | ---- | ---- |
| Einwohner                  | 3541 | 3935 | 5072 | 5545 | 5384 | 5944 | 5873 | 6378 | 6521 |
| Quellen: Cassini und INSEE |      |      |      |      |      |      |      |      |      |

## Sehenswürdigkeiten
- Kirche Saint-Pierre-et-Saint-Paul, zwischen 1130 und 1135 errichtet, seit 1862 Monument historique, weitgehend romanischer, teilweise auch gotischer Bau
- Château de Villers-Saint-Paul (auch: Château de Nogent-les-Vierges oder Château de Mortefontaine), frühere Burganlage aus dem Mittelalter, im 18. Jahrhundert neugestaltet, 1929 als Monument historique eingetragen, 1970 gelöscht wegen beabsichtigter Beseitigung, Abbruch im Jahr 1971

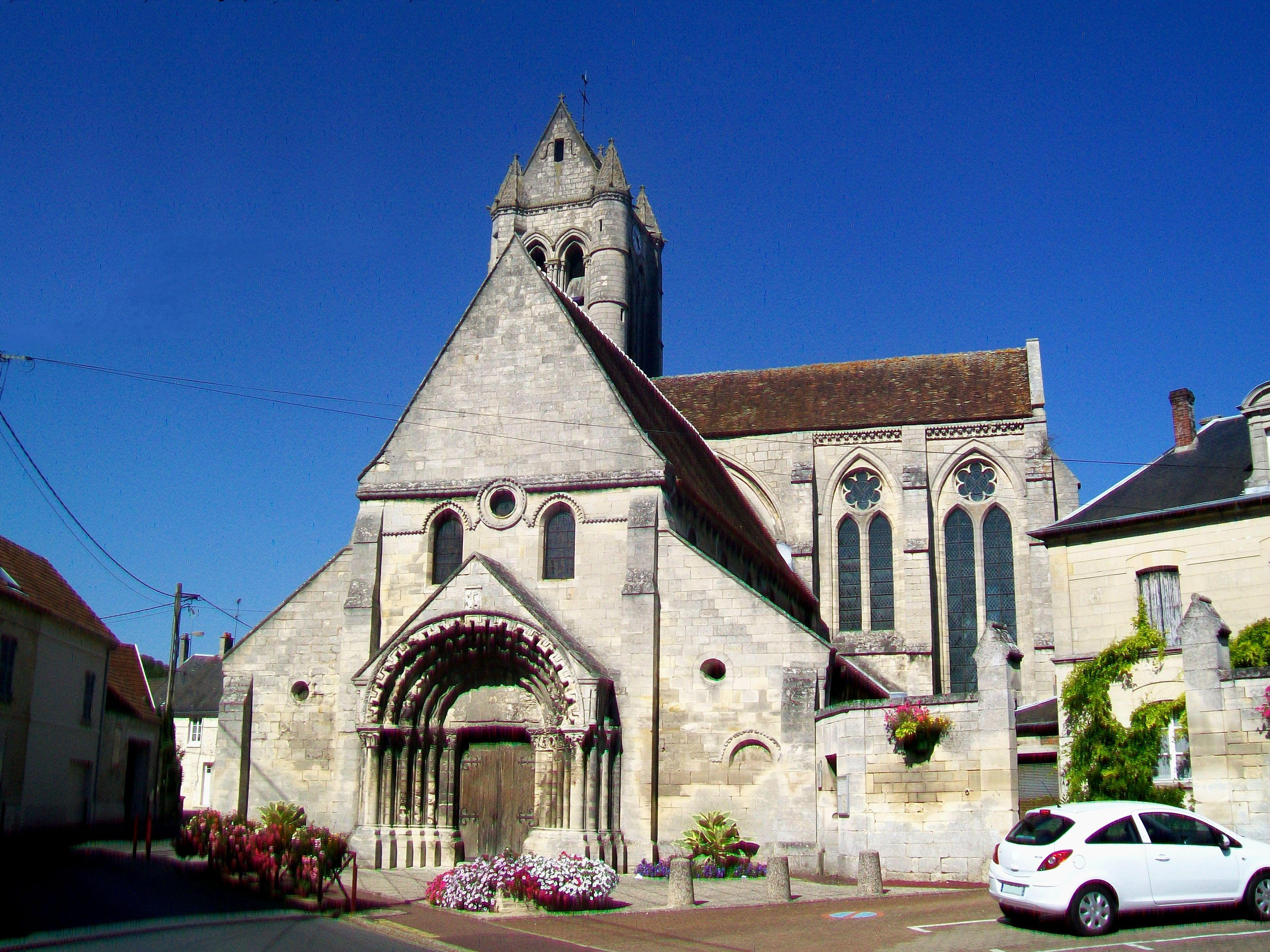
Kirche Saint-Pierre-et-Saint-Paul
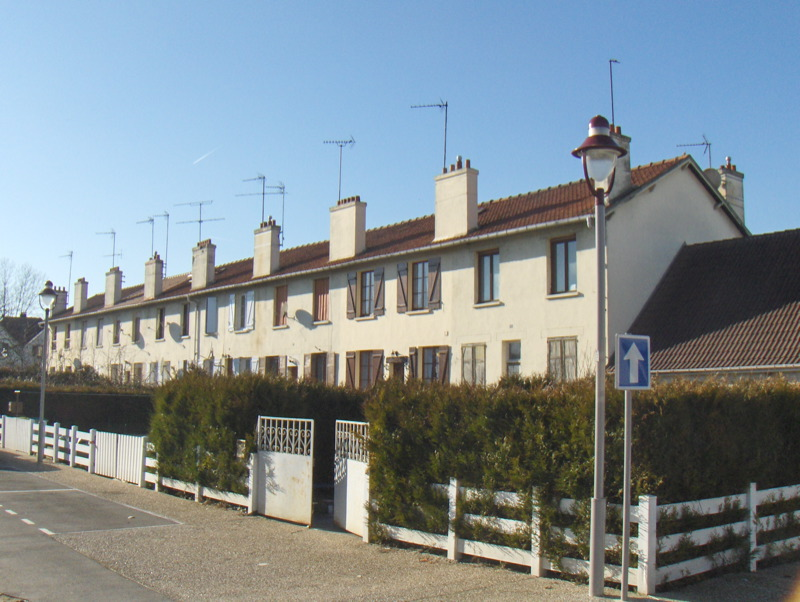
Chemiearbeitersiedlung
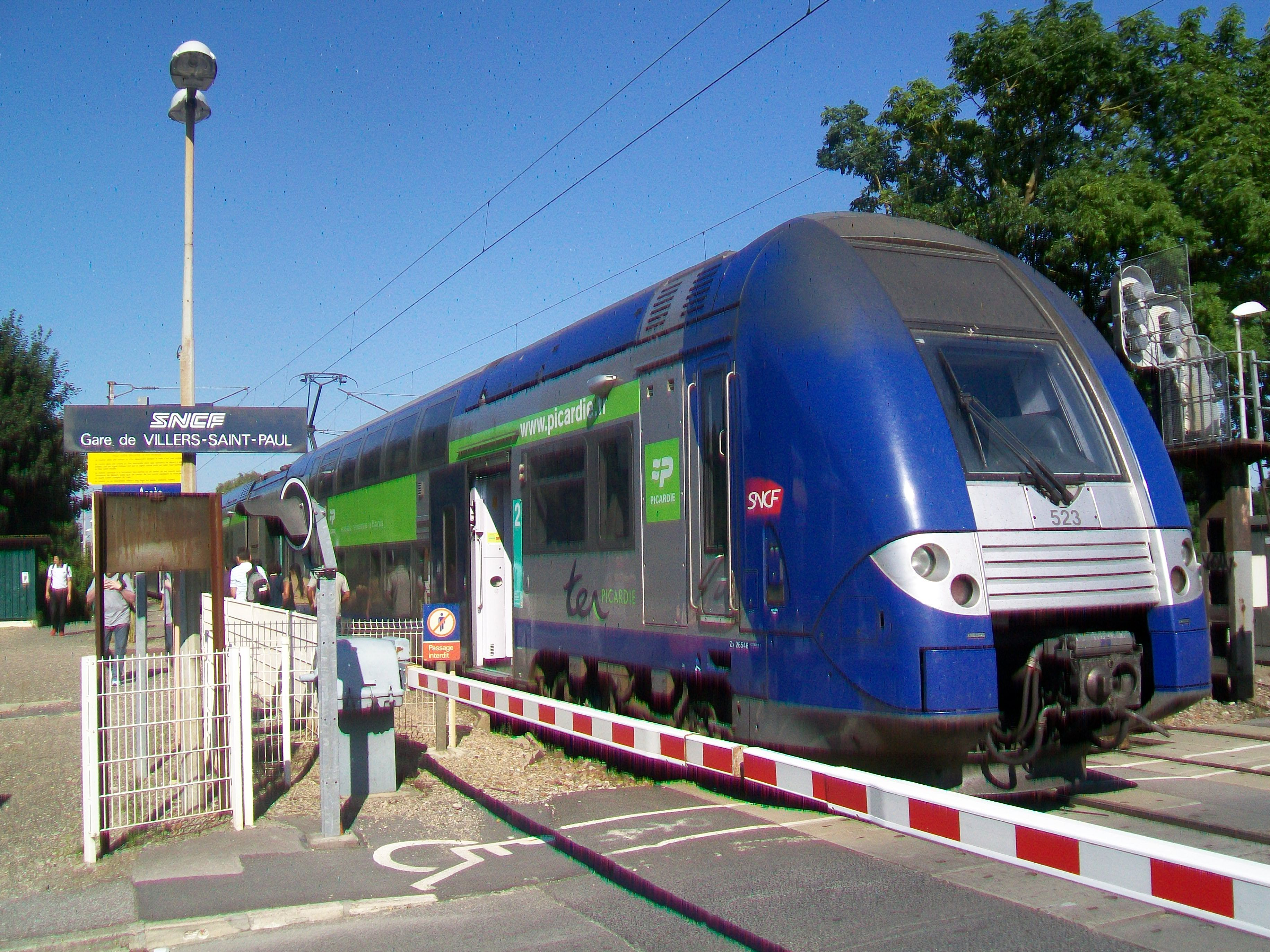
Bahnhof
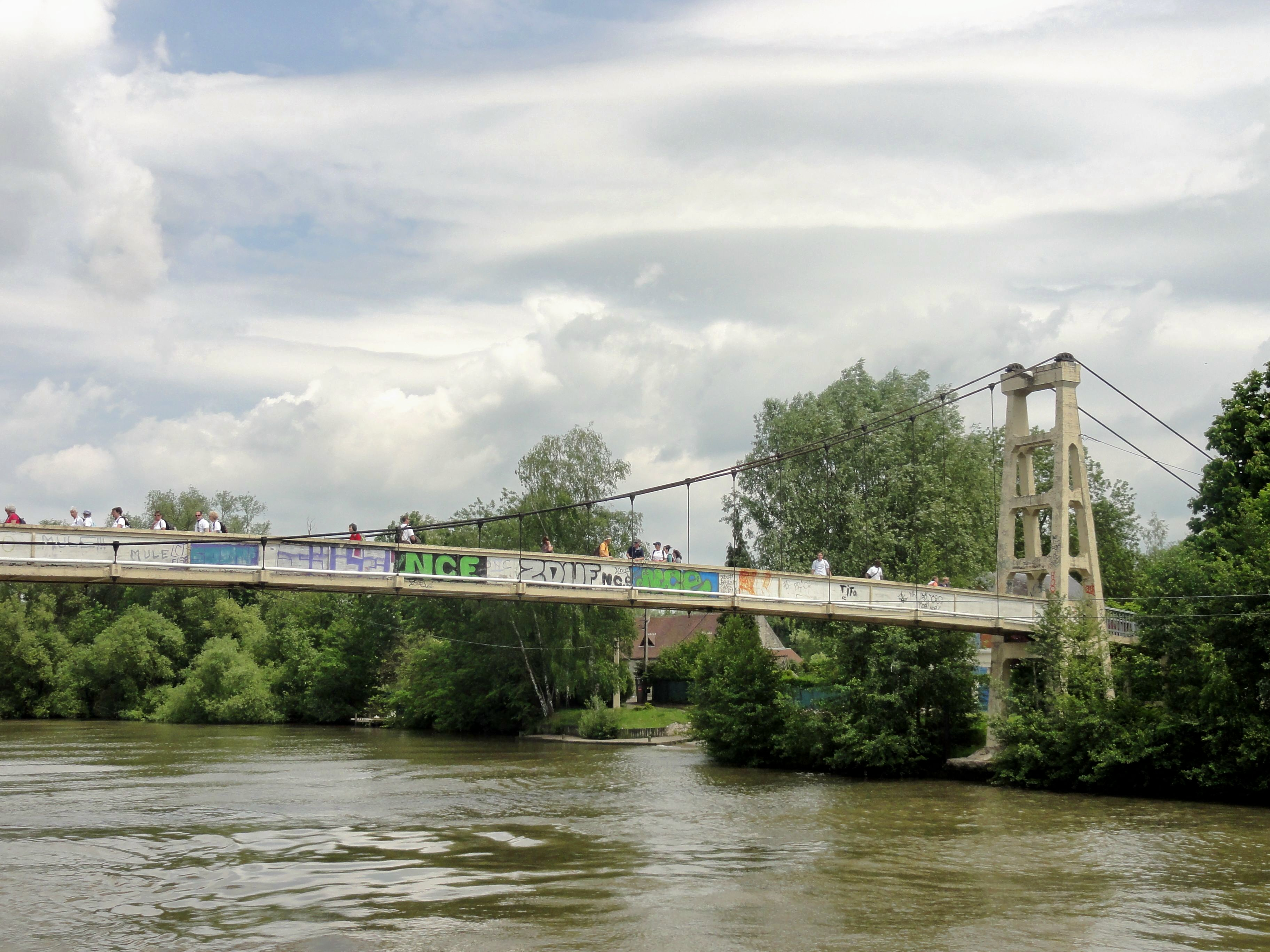
Fußgängerbrücke über die Oise

## Gemeindepartnerschaft
Villers-Saint-Paul unterhält eine Partnerschaft mit der Gemeinde Hambergen in Niedersachsen (Deutschland).

## Persönlichkeiten
- Antoine de Sartine (1729–1801), Polizeipräfekt und Marineminister, Eigentümer des Château de Villers-Saint-Paul
- Étienne-Maurice Gérard (1773–1852), General, Eigentümer des Château de Villers-Saint-Paul